# Angeliki Laiou

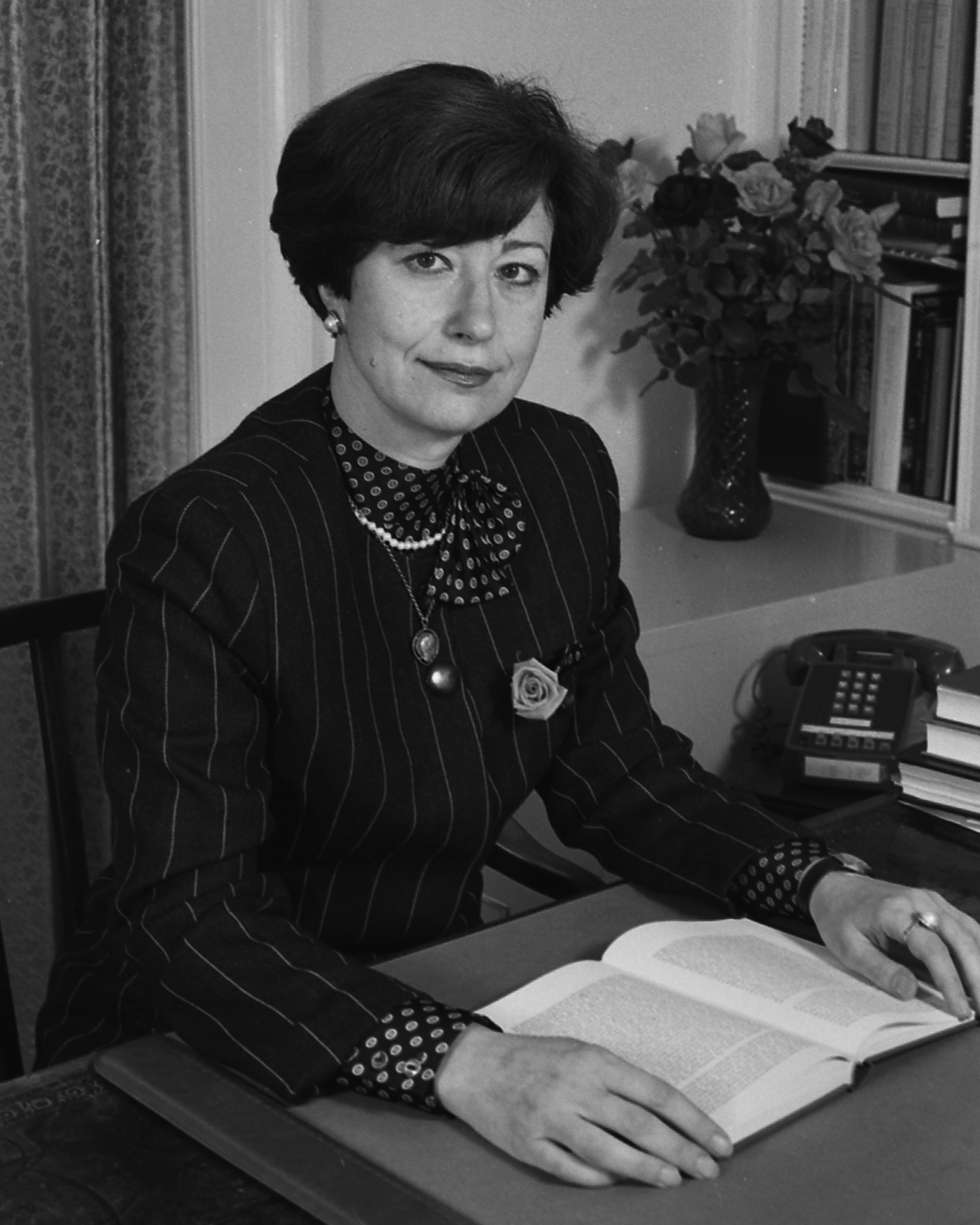
Angeliki E. Laiou, 1990er Jahre

Angeliki E. Laiou (griechisch Αγγελική Λαΐου; * 6. April 1941 in Athen; † 11. Dezember 2008 in Boston) war eine griechisch-US-amerikanische Byzantinistin. Von 2000 bis 2002 war sie kurzzeitig auch in der griechischen Politik aktiv.

## Leben
Angeliki Laiou wurde als Tochter einer pontosgriechischen Familie geboren, die von der Schwarzmeerküste der heutigen Türkei geflohen war. Sie besuchte das englischsprachige Athens College in Athen und begann ihr Studium an der Philosophischen Fakultät der Universität Athen, wo sie 1958 bis 1958 bei dem Byzantinisten Dionysios Zakythinos studierte, der ihr Interesse für das Byzantinische Reich weckte. Sie wechselte an die Brandeis University, wo sie 1961 ihren Bachelorabschluss machte. Nach einem Postgraduiertenstudium wurde sie 1966 in Harvard bei Robert Lee Wolff promoviert, einem der führenden Historiker der Kreuzzüge. Ihre Doktorarbeit bildete die Grundlage für ihr erstes Buch, das 1972 unter dem Titel Constantinople and the Latins: The Foreign Policy of Andronicus II, 1282–1328.
1962 ging sie als Dozentin an die University of Louisiana at Lafayette, bevor sie an die Harvard University zurückkehrte, wo sie von 1966 bis 1972 zunächst als Dozentin und dann als Assistenzprofessorin tätig war. Danach wechselte sie an die Brandeis University, wo sie bis 1981 blieb und Professorin wurde. Während dieser Zeit lehrte sie auch am Rutgers College. 1981 kehrte sie an die Harvard University zurück, um die  Dumbarton Oaks Professur of Byzantine Studies zu übernehmen, die sie bis zu ihrem Tod innehatte. Von 1985 bis 1988 war sie Leiterin des Departments of History in Harvard und von 1989 bis 1998 leitete sie als erste Frau die Dumbarton Oaks Research Library and Collection in Washington, D.C.
Laiou leistete Pionierarbeit bei der Erforschung der byzantinischen und der weiteren mittelalterlichen Gesellschaft und insbesondere der Rolle der Frauen. Ihr Artikel The role of women in Byzantine society, der 1981 im Jahrbuch der Österreichischen Byzantinistik veröffentlicht wurde, eröffnete ein neues Feld für die Byzantinismusforschung. Ihre Arbeiten Peasant Society in the Late Byzantine Empire  (1977) und Mariage, Amour et Parenté à Byzance aux XIe-XIIIe Siècles (1992) gehörten zu den ersten Studien auf diesem Gebiet. In ihren letzten Lebensjahren leitete sie die Zusammenstellung der dreibändigen Economic History of Byzantium (2002), ein Standardwerk auf diesem bis dahin eher vernachlässigten Gebiet, dem einige Jahre später The Byzantine Economy (2007), ihr letztes Buch, folgte.
Bei den Wahlen im April 2000 wurde sie auf der Liste der Panhellenischen Sozialistischen Bewegung zum Mitglied des griechischen Parlaments gewählt. Im April 2000 wurde sie außerdem im dritten Kabinett Simitis zur stellvertretenden Außenministerin ernannt, die für die Beziehungen zur griechischen Diaspora zuständig war. Enttäuscht über die Realitäten dieses Amtes trat sie sechs Monate später zurück, um ihre akademischen Aktivitäten wieder aufzunehmen, und legte 2002 auch ihr Parlamentsmandat nieder.
Sie war mit Stavros Thomadakis, einem ehemaligen Vorsitzenden der griechischen Kapitalmarktkommission (Hellenic Capital Market Commission), verheiratet, von dem sie sich später scheiden ließ. Das Paar hat einen Sohn, Vassilis Thomadakis.
Im September 2008 wurde bei ihr Schilddrüsenkrebs diagnostiziert und sie starb noch im selben Jahr.

## Ehrungen
In ihrem Heimatland Griechenland wurde sie 1998 als zweite Frau nach der Schriftstellerin Galateia Saranti in die Akademie von Athen aufgenommen und mit der Komtur-Stufe des Ordens der Ehre ausgezeichnet. Laiou war außerdem korrespondierendes Mitglied der Académie des inscriptions et belles-lettres, der Österreichischen Akademie der Wissenschaften, ausländisches Mitglied der Serbischen Akademie der Wissenschaften und Künste, Mitglied der Medieval Academy of America und der American Academy of Arts and Sciences sowie Ehrenprofessorin an der Nankai-Universität.
Ab 2003 war sie ordentliches Mitglied der Academia Europaea.

## Veröffentlichungen (Auswahl)
- Constantinople and the Latins: The Foreign Policy of Andronicus II, 1282–1328. Harvard University Press, Cambridge, Mass. 1972, ISBN 0-674-16535-7.
- Peasant society in the late Byzantine Empire: a social and demographic study. Princeton University Press, Princeton 1977, ISBN 0-691-05252-2.
- mit Henry Maguire (Hrsg.): Byzantium, a world civilization. Dumbarton Oaks Research Library and Collection, Washington, D.C. 1992, ISBN 0-88402-200-5 (archive.org).
- Mariage, amour et parenté à Byzance aux XIe–XIIIe siècles. De Boccard, Paris 1992, ISBN 2-7018-0074-9 (französisch).
- Angeliki E. Laiou (Hrsg.): Consent and coercion to sex and marriage in ancient and medieval societies. Dumbarton Oaks Research Library and Collection, Washington, D.C. 1993, ISBN 0-88402-213-7.
- mit Dieter Simon: Law and society in Byzantium, 9th–12th centuries. Dumbarton Oaks, Washington, D.C. 1994, ISBN 0-88402-222-6.
- mit Hélène Ahrweiler (Hrsg.): Studies on the Internal Diaspora of the Byzantine Empire. Dumbarton Oaks Research Library and Collection, Washington, D.C. 1998, ISBN 0-88402-247-1.
- mit Ernest R. May: The Dumbarton Oaks conversations and the United Nations, 1944–1994. Dumbarton Oaks Research Library, Washington, D.C. 1998, ISBN 0-88402-255-2.
- mit  Roy Parviz Mottahedeh (Hrsg.): The Crusades from the Perspective of Byzantium and the Muslim World. Dumbarton Oaks Research Library and Collection, Washington, D.C. 2001, ISBN 0-88402-277-3 (doaks.org).
- Angeliki E. Laiou (Hrsg.): The Economic History of Byzantium from the Seventh through the Fifteenth Century. Dumbarton Oaks Research Library and Collection, Washington, D.C. 2002, ISBN 0-88402-288-9 (doaks.org).
- Angeliki E. Laiou (Hrsg.): Urbs capta: the Fourth Crusade and its consequences. Lethielleux, 2005, ISBN 2-283-60464-8.
- mit Cécile Morrisson: The Byzantine Economy. Cambridge University Press, Cambridge 2007, ISBN 978-0-521-84978-4.